# Samokov Knoll
Samokov Knoll är en bergstopp i Antarktis. Den ligger i Sydshetlandsöarna. Argentina, Chile och Storbritannien gör anspråk på området. Toppen på Samokov Knoll är 602 meter över havet, eller 126 meter över den omgivande terrängen. Bredden vid basen är 4,7 km.
Terrängen runt Samokov Knoll är kuperad åt nordväst, men åt sydost är den bergig. Trakten är glest befolkad. Närmaste befolkade plats är St. Kliment Ohridski Base, 10,3 kilometer väster om Samokov Knoll. 